# Rudolf Vsevolodovič Vjatkin
Rudolf Vsevolodovič Vjatkin (rusky Рудольф Всеволодович Вяткин; 6. března 1910, Basilej, Švýcarsko – 10. října 1995 Moskva, Rusko) byl sovětský a ruský sinolog a překladatel z čínštiny. Jeho nejvýznamnějším dílem byl překlad S’-ma Čchienových Zápisků historika.

## Život
Rudolf Vjatkin se narodil 6. března 1910 ve švýcarské Basileji v rodině ruského politického emigranta. Roku 1917 se rodina vrátila do vlasti. Od roku 1928 pracoval jako technik v novosibirském Sibselmaši, později sloužil v armádě a roku 1939 studoval čínštinu na Dálněvýchodní státní univerzitě. Poté vyučoval čínštinu v kurzech překladatelů Tichooceánského loďstva a od roku 1949 v Moskvě ve Vojenském institutu zahraničních jazyků (Военный институт иностранных языков), současně přednášel dějiny Číny v Moskevském institutu orientalistiky (Московский институт востоковедения). Roku 1949 obhájil kandidátskou práci na téma „Anglo-čínské vztahy v období od Washingtonské konference do obsazení Mandžuska Japonskem“. Podílel se na překladu vybraných děl Mao Ce-tunga. Roku 1956 odešel z vojenské služby a začal pracovat v Akademii věd, zprvu jako mladší vědecký pracovník Odboru Číny Institutu orientalistiky (Отдел Китая Института востоковедения АН СССР), později zástupce ředitele Institutu sinologie (Институт китаеведения АН СССР), poté v Institutu orientalistiky vedl odbor Číny. Ve svých funkcích byl předním organizátorem sovětské sinologie.
Publikoval přes 150 vědeckých prací, monografií a článků. Zabýval se dílem starých čínských historiků (S’-ma Čchien, Liou Č’-ťi, Wang Čchung) i soudobou čínskou historiografií, sinologií ve Spojených státech amerických, anglo-čínskými vztahy v novější době, činností sovětských poradců v Číně ve 20. a 30. letech 20. století. V polovině 50. let se soustředil na historii čínského dějepisectví a tehdy se rozhodl přeložit S’-ma Čchienovy Zápisky historika. Překlad se stal jeho životním dílem, kterému se věnoval čtyři desetiletí až do svých posledních dní.

## Dílo
monografie
- Историческая наука в КНР. Moskva, Nauka, 1972.
- Учебное пособие по китайскому языку для 2 года обучения
- Учебное пособие по китайскому языку в 2-х книгах
- Художественные аспекты «Исторических записок» Сыма Цяня
- Фань Вэнь-лань: Новая история Китая (Übersetzung).
- СЫМА, Цянь. Исторические записки. В 9 т. М.: Наука (Главная редакция восточной литературы)-Восточная литература, 1972—2010. (Памятники письменности Востока. Вып. XXXII, 1–9). Dostupné online. ISBN 5-02-018264-8. (rusky)